# Quận Worcester, Maryland
Quận Worcester (phát âm là / wʊstər /) là quận cực đông nằm ở tiểu bang Maryland, Hoa Kỳ. Quận này có chứa bộ chiều dài của đường bờ biển Đại Tây Dương của nhà bang. Quận này là nơi có diện tích khu du lịch nghỉ mát nổi tiếng của Ocean City. Quận được đặt tên cho một Earl của Worcester. Quận lỵ là Snow Hill [1] Nó được bao gồm trong Khu vực thống kê dân số Pines Ocean, Maryland. Dân số quận là 46.543 người tại thời điểm điều tra dân số năm 2000. [2]
Theo Cục điều tra dân số Hoa Kỳ, quận có tổng diện tích 695 dặm vuông (1.799 km ²), trong đó, 473 dặm vuông (1.226 km ²) là đất và 221 dặm vuông (574 km ²) của nó (31,88%) là diện tích mặt nước.
Địa hình chủ yếu là bằng phẳng và duyên hải. Các khu vực có độ cao thấp nhất là mực nước biển dọc theo Đại Tây Dương và độ cao cao nhất là 49 ft ở phần phía tây bắc của huyện cùng bang dọc theo quốc lộ 12 ngay phía nam của đường Wicomico County.

## Giáp ranh
- Quận Accomack (phía nam)
- Quận Somerset (phía tây)
- Quận Sussex (bắc)
- Quận Wicomico (tây bắc)